# Michel Cusson
Michel Cusson (Drummondville Quebec (Canada), 22 gennaio 1957) è un chitarrista francofono canadese.

## Biografia
Nel 1976 fonda, insieme al bassista Alain Caron e il batterista Jean St. Jacques (in seguito passato alle tastiere), il gruppo musicale jazz fusion degli Uzeb.
Il nome della band deriva dal nome "Saint Uzeb", col quale veniva chiamato anticamente il martire Saint Eusèbe. La scelta fu ispirata dal fatto che, il giorno in cui si sono esibiti per la prima volta, ricorreva proprio la festa di questo santo 

## Formazione
Ha sviluppato la sua tecnica attraverso studi classici ma anche da autodidatta. Ha studiato tecnica jazz alla Berklee School di Boston.

### Carriera solista
- 1992 - Michel Cusson & the Wild Unit
- 1994 - Michel Cusson & the Wild Unit 2
- 2000 - Camino

### Colonne sonore
- Il mio amico Tempesta (Tempête), regia di Christian Duguay (2022)